# Chocolatier - Cioccolata per un cuore spezzato
Chocolatier - Cioccolata per un cuore spezzato (失恋ショコラティエ?, Shitsuren Shokoratie) è un manga josei scritto e disegnato da Setona Mizushiro e pubblicato dal 2008 al 2014 sulle riviste Rinka e Flowers di Shōgakukan. Ne è stato tratto un dorama stagionale in 11 episodi nel gennaio 2014 per Fuji TV, con Jun Matsumoto nel ruolo del protagonista.

## Trama
Sota è il figlio di un fornaio e possiede una rinomata pasticceria. Mentre era ancora uno studente di liceo s'innamorò di Saeko, la ragazza più bella e popolare della scuola e di un anno più grande di lui. La ragazza cerca però la compagnia solamente di uomini di potere, almeno della stessa posizione e popolarità sua.
Sota, essendo in confronto a queste aspettative un pallido giovanotto piuttosto timido e tranquillo, non riesce a trovar il coraggio di avvicinarglisi e la insegue così solo da lontano, a debita distanza. Il giorno di Natale, dopo che lei ha rotto col suo fidanzato, lui trova il coraggio di confessarle tutto il proprio amore.
Incominciano così il oro rapporto reciproco, con Saeko che ha una bruciante passione nei confronti del cioccolato; Sota decide allora d'imparare a fare il cioccolato morbido e delizioso che piace tanto alla ragazza. Tuttavia, proprio alla vigilia di san Valentino, lei rifiuta la sua scatola di cioccolato fatto in casa, dicendo che si è riconciliata con l'ex fidanzato e che si sono rimessi insieme.
Dopo essersi lasciato con Saeko in una serata di neve, Sota si reca in Francia per essere assunto da un famoso marchio di cioccolata europea ed inseguire così il proprio sogno di riuscir a far carriera nell'ambito dei dolciumi. Dopo cinque anni ritorna in Giappone, dopo essersi fatto un nome come "principe del cioccolato".
Egli riprende l'azienda di famiglia e la trasforma in un elegante negozio di cioccolato. Capita che Saeko gli faccia nuovamente visita; egli continua ad aver sempre la stessa determinazione di riuscire a riconquistarla, a prescindere dal matrimonio freddo e superficiale di lei con un potente uomo d'affari; ma anche dalle opinioni dei suoi amici e colleghi circa la sua ossessione per Saeko.

## Personaggi
Sōta Koyurugi (小動 爽太?, Koyurugi Sōta)
Doppiato da: Hiro Shimono (drama-CD e vomic), interpretato da: Jun Matsumoto (dorama)
Sōta Koyurugi è il protagonista maschile della serie. Dopo sei anni di formazione in Francia, torna in Giappone e diventa lo chef del suo negozio di cioccolato Choco La Vie. È sempre stato innamorato di Saeko ed è determinato a riconquistarla anche dopo essere venuto a conoscenza che si sta per sposare con un potente uomo d'affari.
Saeko Takahashi (高橋 紗絵子?, Takahashi Saeko)
Doppiata da: Erino Hazuki (drama-CD), M.A.O (vomic), interpretata da: Satomi Ishihara (dorama)
Saeko Takahashi è la protagonista femminile della serie nonché l'interesse amoroso di Sōta. In passato ha frequentato la stessa scuola superiore di Sōta e all'epoca usciva solo con bei ragazzi. Saeko è inoltre interessata alla moda, al trucco e al cioccolato. Quando rincontra Sōta gli spezza il cuore dicendogli che sta per sposarsi con un uomo più anziano che lavora per una casa editrice e gli chiede di prepararle la torta nuziale e i relativi dolci per il matrimonio. Nonostante non mostri alcun sentimento romantico nei suoi confronti, sembra continuare a incoraggiare il desiderio e l'ossessione di Sōta, dando per scontato il suo amore incondizionato e si mostra possessiva.
Kaoruko Inoue (井上 薫子?, Inoue Kaoruko)
Doppiata da: Hitomi Nabatame (drama-CD), Chika Anzai (vomic), interpretata da: Asami Mizukawa (dorama)
Kaoruko Inoue è un membro dello staff nonché manager del Choco La Vie. Ha lavorato nel negozio da quando il padre di Sōta vendeva pasticcini e torte francesi prima che il figlio lo trasformasse in un negozio di cioccolato. Quando Sōta riapre il negozio con il nome Choco La Vie, gli dà molti consigli e inizia a sviluppare un amore a senso unico per lui.
Erena Kato (加藤 えれな?, Katō Erena)
Doppiata da: Ami Koshimizu (drama-CD), Eriko Matsui (vomic), interpretata da: Kiko Mizuhara (dorama)
Erena Kato è una modella che incontra Sōta a una festa dove i due formano una grande amicizia. Col tempo Erena inizierà a provare un amore non corrisposto nei confronti del ragazzo.
Olivier Tréluyer (オリヴィエ・トレルイエ?, Orivie Toreruie)
Doppiato da: Hiroshi Kamiya (drama-CD), Yugo Sato (vomic), interpretato da: Junpei Mizobata (dorama)
Olivier Tréluyer è figlio del titolare della Patisserie Tréluyer, famoso negozio di lunga data in Francia. È un buon amico di Sōta ed è un membro dello staff di Choco La Vie.
Matsuri Koyurugi (小動 まつり?, Koyurugi Matsuri)
Doppiata da: Akeno Watanabe (drama-CD), Aina Suzuki (vomic), interpretata da: Kasumi Arimura (dorama)
Matsuri Koyurugi è la sorella minore di Sōta, è una studentessa universitaria e lavora part-time al Choco La Vie. Sebbene sia una persona modesta e allegra, esce con il fidanzato della sua amica. Quando Olivier le confessa i sentimenti che prova per lei, Matsuri rimane molto sorpresa.
Seinosuke Rikudo (六道 誠之助?, Rikudō Seinosuke)
Doppiato da: Jun'ichi Suwabe (drama-CD), Ryō Horikawa (vomic), interpretato da: Ryūta Satō (dorama)
Seinosuke Rikudo è il proprietario del negozio Chocolatier Ricdor ed è noto per essere il Chocolate Nobel. È il rivale in affari di Sōta, ma allo stesso tempo è segretamente innamorato di lui.
Makoto Koyurugi (小動 誠?, Koyurugi Makoto)
Interpretato da: Naoto Takenaka (dorama)
Makoto Koyurugi è il padre di Sōta e Matsuri nonché il proprietario originale nel negozio attualmente in mano a suo figlio. Inizialmente vendeva pasticcini proprio in quel negozio che in origine si chiamava Tokio, ma dopo che Sōta è tornato in Giappone, gli dà tutto il supporto permettendogli di cambiare il nome del locale da Tokio in Choco La Vie.

## Media

### Manga
Il manga, scritto e illustrato da Setona Mizushiro, è stato serializzato dal 14 febbraio 2008 sulla rivista Rinka edita da Shōgakukan. In seguito è stato spostato su Flowers nel numero di novembre 2010 uscito il 28 settembre 2010 dove ha completato la sua serializzazione nel numero di febbraio 2015 uscito il 27 dicembre 2014. I capitoli sono stati raccolti in 9 volumi tankōbon pubblicati dal 9 gennaio 2009 al 10 febbraio 2015.
In Italia la serie è stata pubblicata da Edizioni BD sotto l'etichetta J-Pop dal 16 febbraio 2022 al 28 giugno 2023.
| Nº | Data di prima pubblicazione | Data di prima pubblicazione | Data di prima pubblicazione | Data di prima pubblicazione |
| Nº | Giapponese                  | Giapponese                  | Italiano                    | Italiano                    |
| -- | --------------------------- | --------------------------- | --------------------------- | --------------------------- |
| 1  | 9 gennaio 2009              | ISBN 978-4-09-132260-9      | 16 febbraio 2022            | ISBN 978-88-349-0740-5      |
| 2  | 10 dicembre 2009            | ISBN 978-4-09-132824-3      | 13 aprile 2022              | ISBN 978-88-349-0970-6      |
| 3  | 10 dicembre 2010            | ISBN 978-4-09-133464-0      | 29 giugno 2022              | ISBN 978-88-349-1038-2      |
| 4  | 10 novembre 2011            | ISBN 978-4-09-134114-3      | 31 agosto 2022              | ISBN 978-88-349-1093-1      |
| 5  | 10 maggio 2012              | ISBN 978-4-09-134469-4      | 26 ottobre 2022             | ISBN 978-88-349-1162-4      |
| 6  | 10 gennaio 2013             | ISBN 978-4-09-135055-8      | 21 dicembre 2022            | ISBN 978-88-349-1238-6      |
| 7  | 10 settembre 2013           | ISBN 978-4-09-135465-5      | 22 febbraio 2023            | ISBN 978-88-349-1239-3      |
| 8  | 9 maggio 2014               | ISBN 978-4-09-136114-1      | 26 aprile 2023              | ISBN 978-88-349-1915-6      |
| 9  | 10 febbraio 2015            | ISBN 978-4-09-136804-1      | 28 giugno 2023              | ISBN 978-88-349-2072-5      |

### Drama CD
Due drama-CD sono stati pubblicati in Giappone rispettivamente il 22 dicembre 2010 e il 26 gennaio 2011 editi da Bandai Namco Arts.

### Live action
Nell'ottobre 2013 Shōgakukan ha annunciato che Chocolatier avrebbe ricevuto un adattamento live-action sotto forma di dorama televisivo con Jun Matsumoto degli Arashi nei panni di Sōta Koyurugi. La serie è stata trasmessa su Fuji TV dal 13 gennaio al 24 marzo 2014 per un totale di 11 episodi.

### Vomic
Un vomic (fumetto doppiato) è stato pubblicato il 1º settembre 2015 sull'applicazione UULA. Le sigle sono Rock Me del gruppo U-KISS e Kimi dake wo di Soohyun della medesima band.

## Accoglienza
Nel 2011 il manga è stato nominato al 4° Manga Taishō mentre nel 2012 ha vinto il 36º Premio Kōdansha per i manga nella categoria shōjo. Nel 2014 invece è stato nominato per il Premio culturale Osamu Tezuka.
Il quinto volume ha venduto 44 458 copie entro il 13 maggio 2012; il sesto volume ha raggiunto le 70 521 copie entro il 20 gennaio 2013 mentre il settimo volume è arrivato a 58 118 entro il 15 settembre 2013. A maggio 2014 il manga aveva 2,7 milioni di copie vendute in Giappone.